# Kiurusenvaara
Kiurusenvaara är en kulle i Finland. Den ligger i Posio i landskapet Lappland, i den norra delen av landet, 700 km norr om huvudstaden Helsingfors. Toppen på Kiurusenvaara är 271 meter över havet. Kiurusenvaara ligger vid sjön Kellinselkä.
Terrängen runt Kiurusenvaara är platt.  Trakten runt Kiurusenvaara är nära nog obefolkad, med mindre än två invånare per kvadratkilometer. Närmaste större samhälle är Posio, 11,4 km norr om Kiurusenvaara. 